# 2. československá hokejová liga
Druhá československá hokejová liga byla v letech 1953 až 1969 druhou nejvyšší hokejovou soutěží v Československu. Nejlepší týmy z ní postupovaly do nejvyšší soutěže, zatímco nejhorší celky sestupovaly do krajských přeborů (před rokem 1960 oblastních přeborů).

## Historie
Zatímco před rokem 1953 se postupující do nejvyšší soutěže rekrutovali z turnajů vítězů jednotlivých regionálních soutěží, v roce 1953 byla založena pravidelná druhá nejvyšší soutěž. V letech 1953 až 1956 se hrála pod názvem Celostátní soutěž, od roku 1956 pak jako 2. liga (někdy také označovaná jako II. liga). V roce 1969 se druhá nejvyšší soutěž rozdělila na 1. ČNHL a 1. SNHL.

Po celou dobu existence byla liga rozdělena do regionálních skupin. Vítězové jednotlivých skupin se následně mezi sebou utkávali o postup do nejvyšší soutěže, případně přímo postoupili v závislosti na zvoleném herním systému v té které sezóně.

## Vítězové
| Sezóna  | Vítězové                       | Vítězové                       | Vítězové                       | Vítězové                      | Vítězové                      | Vítězové                      | Vítězové                             | Vítězové                             | Vítězové                             | Vítězové                       | Vítězové                       | Vítězové                       | Výsledek |
| ------- | ------------------------------ | ------------------------------ | ------------------------------ | ----------------------------- | ----------------------------- | ----------------------------- | ------------------------------------ | ------------------------------------ | ------------------------------------ | ------------------------------ | ------------------------------ | ------------------------------ | --- |
| 1953-54 | ÚD Červenej hviezdy Bratislava | ÚD Červenej hviezdy Bratislava | ÚD Červenej hviezdy Bratislava | DSO Tatran Prostějov          | DSO Tatran Prostějov          | DSO Tatran Prostějov          | DSO Spartak Mladá Boleslav AZNP      | DSO Spartak Mladá Boleslav AZNP      | DSO Spartak Mladá Boleslav AZNP      | DSO Baník Kladno SONP          | DSO Baník Kladno SONP          | DSO Baník Kladno SONP          | Finálovou skupinu vyhrála Mladá Boleslav, avšak v baráži o nejvyšší soutěž podlehla týmu Dynamo Pardubice 4:6 a 4:6 |
| 1954-55 | TJ Tatran Poprad               | TJ Tatran Poprad               | Slovan Bratislava              | Slovan Bratislava             | Tatran Prostějov              | Tatran Prostějov              | Jiskra Havlíčkův Brod                | Jiskra Havlíčkův Brod                | Dynamo Praha                         | Dynamo Praha                   | Baník Kladno                   | Baník Kladno                   | Finálovou skupinu ovládly týmy Kladna a Slovanu Bratislava, které přímo postoupily do nejvyšší soutěže              |
| 1955-56 | Tatran Opava                   | Tatran Opava                   | Tatran Opava                   | Tatran Opava                  | Tatran Opava                  | Tatran Opava                  | Tatra Smíchov                        | Tatra Smíchov                        | Tatra Smíchov                        | Tatra Smíchov                  | Tatra Smíchov                  | Tatra Smíchov                  | Oba vítězové jednotlivých skupin postoupili přímo do nejvyšší soutěže                                               |
| 1956-57 | Dukla Olomouc (Dukla Jihlava)  | Dukla Olomouc (Dukla Jihlava)  | Dukla Olomouc (Dukla Jihlava)  | Dukla Olomouc (Dukla Jihlava) | Dukla Olomouc (Dukla Jihlava) | Dukla Olomouc (Dukla Jihlava) | Baník OKD Ostrava                    | Baník OKD Ostrava                    | Baník OKD Ostrava                    | Baník OKD Ostrava              | Baník OKD Ostrava              | Baník OKD Ostrava              | V barážové skupině proti dvěma týmům z nejvyšší soutěže oba druholigisté uspěli                                     |
| 1957-58 | TJ Spartak GZ Královo Pole     | TJ Spartak GZ Královo Pole     | TJ Spartak GZ Královo Pole     | TJ Spartak GZ Královo Pole    | TJ Spartak GZ Královo Pole    | TJ Spartak GZ Královo Pole    | TJ Spartak ZJŠ Brno                  | TJ Spartak ZJŠ Brno                  | TJ Spartak ZJŠ Brno                  | TJ Spartak ZJŠ Brno            | TJ Spartak ZJŠ Brno            | TJ Spartak ZJŠ Brno            | Oba vítězové jednotlivých skupin postoupili přímo do nejvyšší soutěže                                               |
| 1958-59 | TJ Jiskra SZ Litvínov          | TJ Jiskra SZ Litvínov          | TJ Jiskra SZ Litvínov          | TJ Jiskra SZ Litvínov         | TJ Jiskra SZ Litvínov         | TJ Jiskra SZ Litvínov         | TJ Slezan Opava                      | TJ Slezan Opava                      | TJ Slezan Opava                      | TJ Slezan Opava                | TJ Slezan Opava                | TJ Slezan Opava                | Oba vítězové jednotlivých skupin postoupili přímo do nejvyšší soutěže                                               |
| 1959-60 | TJ Slavoj České Budějovice     | TJ Slavoj České Budějovice     | TJ Slavoj České Budějovice     | TJ Slavoj České Budějovice    | TJ Slavoj České Budějovice    | TJ Slavoj České Budějovice    | TJ Gottwaldov                        | TJ Gottwaldov                        | TJ Gottwaldov                        | TJ Gottwaldov                  | TJ Gottwaldov                  | TJ Gottwaldov                  | Oba vítězové jednotlivých skupin postoupili přímo do nejvyšší soutěže                                               |
| 1960-61 | VTJ Dukla Litoměřice           | VTJ Dukla Litoměřice           | VTJ Dukla Litoměřice           | VTJ Dukla Litoměřice          | VTJ Dukla Litoměřice          | VTJ Dukla Litoměřice          | TJ VŽKG Ostrava                      | TJ VŽKG Ostrava                      | TJ VŽKG Ostrava                      | TJ VŽKG Ostrava                | TJ VŽKG Ostrava                | TJ VŽKG Ostrava                | Oba vítězové jednotlivých skupin postoupili přímo do nejvyšší soutěže                                               |
| 1961-62 | Spartak Kolín                  | Spartak Kolín                  | Spartak Kolín                  | Spartak Kolín                 | Spartak Kolín                 | Spartak Kolín                 | TJ Spartak Brno ZJŠ                  | TJ Spartak Brno ZJŠ                  | TJ Spartak Brno ZJŠ                  | TJ Spartak Brno ZJŠ            | TJ Spartak Brno ZJŠ            | TJ Spartak Brno ZJŠ            | Oba vítězové jednotlivých skupin měli postoupit přímo do nejvyšší soutěže, ale Kolín se práva na postup vzdal       |
| 1962-63 | VTJ Dukla Litoměřice           | VTJ Dukla Litoměřice           | VTJ Dukla Litoměřice           | VTJ Dukla Litoměřice          | VTJ Dukla Litoměřice          | VTJ Dukla Litoměřice          | TJ Gottwaldov                        | TJ Gottwaldov                        | TJ Gottwaldov                        | TJ Gottwaldov                  | TJ Gottwaldov                  | TJ Gottwaldov                  | Oba vítězové jednotlivých skupin postoupili přímo do nejvyšší soutěže                                               |
| 1963-64 | Slavoj České Budějovice        | Slavoj České Budějovice        | Slavoj České Budějovice        | Spartak Motorlet Praha        | Spartak Motorlet Praha        | Spartak Motorlet Praha        | Spartak Královopolská strojírna Brno | Spartak Královopolská strojírna Brno | Spartak Královopolská strojírna Brno | Dukla Košice                   | Dukla Košice                   | Dukla Košice                   | V kvalifikaci o 1. ligu uspěly týmy Motorletu Praha a Košic                                                         |
| 1964-65 | VTŽ Chomutov                   | VTŽ Chomutov                   | VTŽ Chomutov                   | VTJ Dukla Litoměřice          | VTJ Dukla Litoměřice          | VTJ Dukla Litoměřice          | Slezan OSP Opava                     | Slezan OSP Opava                     | Slezan OSP Opava                     | Jednota Žilina                 | Jednota Žilina                 | Jednota Žilina                 | V kvalifikaci o 1. ligu proti dvěma prvoligovým týmům ani jeden z druholigistů neuspěl                              |
| 1965-66 | VTŽ Chomutov                   | VTŽ Chomutov                   | VTŽ Chomutov                   | Spartak Motorlet Praha        | Spartak Motorlet Praha        | Spartak Motorlet Praha        | VŽKG Ostrava                         | VŽKG Ostrava                         | VŽKG Ostrava                         | HK Dukla Trenčín               | HK Dukla Trenčín               | HK Dukla Trenčín               | V kvalifikaci o 1. ligu uspěla Ostrava                                                                              |
| 1966-67 | VTŽ Chomutov                   | VTŽ Chomutov                   | VTŽ Chomutov                   | Spartak ZVÚ Hradec Králové    | Spartak ZVÚ Hradec Králové    | Spartak ZVÚ Hradec Králové    | Slezan OSP Opava                     | Slezan OSP Opava                     | Slezan OSP Opava                     | Dukla Nitra                    | Dukla Nitra                    | Dukla Nitra                    | V kvalifikaci o 1. ligu uspěl Chomutov                                                                              |
| 1967-68 | TJ Motor České Budějovice      | TJ Motor České Budějovice      | TJ Motor České Budějovice      | Spartak ZVÚ Hradec Králové    | Spartak ZVÚ Hradec Králové    | Spartak ZVÚ Hradec Králové    | TJ VŽKG Ostrava                      | TJ VŽKG Ostrava                      | TJ VŽKG Ostrava                      | HK Dukla Trenčín               | HK Dukla Trenčín               | HK Dukla Trenčín               | V kvalifikaci o 1. ligu uspěly České Budějovice                                                                     |
| 1968-69 | TJ Škoda Plzeň                 | TJ Škoda Plzeň                 | TJ Škoda Plzeň                 | TJ Autoškoda Mladá Boleslav   | TJ Autoškoda Mladá Boleslav   | TJ Autoškoda Mladá Boleslav   | TJ VŽKG Ostrava                      | TJ VŽKG Ostrava                      | TJ VŽKG Ostrava                      | Iskra Smrečina Banská Bystrica | Iskra Smrečina Banská Bystrica | Iskra Smrečina Banská Bystrica | V kvalifikaci o 1. ligu uspěla Plzeň                                                                                |

Pozn. Postupující do nejvyšší soutěže jsou označeni tučně.